# 모형 이론
수리 논리학에서 모형 이론(模型理論, 영어: model theory)은 추상대수학이나 집합론 등의 모형을 이루는 구조를 연구하는 분야이다. 모델 이론, 모형론, 모델론이라고도 한다.

## 개요
수리 논리학에서 증명 이론과 모형 이론은 각각 논리적 언어에 대한 통사론과 의미론과 같다고 할 수 있다. 모형이론은 특정 이론 속의 모든 논리적 문장을 만족시키는 구조를 다루는 분야로, 보통 1차 논리 등 논리체계에 대하여 진위 여부를 판단하는 의미론을 부여할 때 가장 일반적으로 모형 이론이 사용된다. 한편 모형 이론의 권위자 C. C. Chang 및 Keisler (1990)는 보편 대수학에 일반적인 구조의 개념을 추가한 것이 바로 모형 이론이라고 표현하였으며, 역시 권위자인 Wilfrid Hodges는 체를 다루지 않는 대수 기하학과 같다고 표현하였다. 이렇듯 모형 이론은 구조를 다루는 분야이기 때문에 그 연구 대상을 대수구조에 한정할 시 추상 대수학을 더욱 일반화하여 다룰 수 있게 된다.
20세기 초반부터 발표된 괴델의 완전성 정리, 뢰벤하임-스콜렘 정리, 콤팩트성 정리 등이 현대적 형태의 모델 이론의 출발을 알렸다. 이외에 모델 이론의 초기 선구자는 알프레트 타르스키로 그가 논리학의 의미론에서 논리체계에 진리 여부를 일괄적으로 부여하는 존재를 연구하면서 구조의 개념을 사용하였고 이에 모델 이론이 대두되었다고 볼 수 있다. 초기 모델 이론 연구자들은 대부분 그의 학생들이었다.
이후 모델 이론은 대수학을 추상화시키는 도구가 되었으며, 이외에도 수학의 다양한 분야에 영향을 주었다. 비표준 해석학은 모델론을 사용하여 실수의 1차 논리 이론의 비표준적인 모형인 초실수를 연구하는데, 이를 통해 실수에 대한 일부 정리를 간단하게 증명할 수 있다. 특히 현대에 이르러서는 고전 모델론으로부터 안정성 이론(stability theory)이 등장하여 수학의 다양한 분야에 접목되고 있다.

## 1차 논리
자유변수가 없는 논리식을 문장(sentence)이라 하고, 그것들의 어떠한 집합을 이론(theory)라 정의할 때, 어떠한 이론 내의 모든 문장을 만족시키는 논리적 구조(structure)를 이론의 모형(model)이라 한다. 곧 어떠한 이론 T는 모형 M을 가진다면 만족가능하다(satisfiable)고 표현하고 기호로는 {\displaystyle M\models T}와 같이 쓴다. 이렇게 모형 이론은 1차 논리의 의미론을 이룬다.

## 보편 대수학
보편 대수학(universal algebra)은 모형 이론의 특수한 경우로 볼 수 있는데, 그 언어가 (등식 이외의) 관계를 포함하지 않고, 모든 공리가 방정식적인 이론의 모형들을 다룬다. 모델론은 어떠한 논리적 구조를 다루는 분야이기 때문에, 그 연구대상이 대수 구조에 한정될 시 추상 대수학을 효과적이며 보편적으로 다룰 수 있게 되며, 그것이 보편 대수학(universal algebra)이다.
보편 대수학의 주요 개념은 부호수(signature) σ와 그것에 의해 규정되는 구조인 σ-대수(σ-algebra)이다. 예시는 다음과 같다:
환의 표준적인 부호수는 σring = {×,+,−,0,1}이며, 여기서 × 와 +는 이항 연산, −는 단항 연산, 0 과 1는 무항(無項) 연산이다. 반환(semiring)의 경우 여기서 - 연산을 제외한 것으로 볼 수 있다.
군의 표준적인 부호수는 σgrp = {×,−1,1}이며, 여기서 −1는 단항 연산이다.
예컨대 환이란 다음의 특성들을 '만족'시키는 σring-구조라 할 수 있다. u + (v + w) = (u + v) + w, u + v = v + u, u + 0 = u, u + (−u) = 0, u × (v × w) = (u × v) × w, u × 1 = u, 1 × u = u, u × (v + w) = (u × v) + (u × w), (v + w) × u = (v × u) + (w × u).
이런 식으로, 군 또한 u × (v × w) = (u × v) × w, u × 1 = u, 1 × u = u, u × u−1 = 1, u−1 × u = 1를 만족시키는 σ-대수구조이다.
반군은 특성 u × (v × w) = (u × v) × w를 만족시키는 {×}-구조이고, 마그마는 그냥 {×}-구조이다.
이는 대수 구조들의 클래스를 정의하기에 아주 적합한 방식으로, 준동형 사상을 일반화시킨 σ-준동형(σ-homomorphism)이라는 것도 정의될 수 있기 때문이다.
보편대수학에 있어서 중요한 도구로는 초곱(ultraproduct)이라는 개념이 있다. 초곱 {\displaystyle \Pi _{i\in I}A_{i}/U}라 표현할 때, I는 σ-구조 Ai의 체계에 일종의 색인을 붙이는 무한 집합이고, U는 I의 초필터(ultrafilter)이다.

## 유한 모형 이론
유한 모형 이론(finite model theory)은 1차 논리 등 논리적 언어를 '유한한' 구조에 적용하는 것에 관하여 연구하는 이론으로, 형식 언어(구문론)와 그 해석(의미론) 간의 관계를 다룬다. 1차 논리가 무한한 구조에 관한 모형론의 표준적인 논리체계인 것과는 대비된다. 유한한 구조로는 유한군, 그래프, 컴퓨터적 모형 따위가 있을 수 있다.

## 집합론
모델론적 관점은 집합론에서 특히 상대적 무모순성을 증명할 때 유용하게 사용된다. 쿠르트 괴델은 선택 공리와 연속체 가설이 다른 체르멜로-프렝켈 집합론 내의 공리들과 모순되지 않음을 증명하기 위해 모델론적 방법을 이용하였는데, 그는 ZF에서 구성가능한 집합들을 모은 구성 가능 전체 {\displaystyle V}를 구성하여, 이를 전체(universe)로 하는 모형 속에서 선택 공리와 일반화 연속체 가설이 성립함을 보였다.
뢰벤하임-스콜렘 정리로부터 도출되는 스콜렘 역설(Skolem's paradox)에 따르면, 무모순적인 공리적 집합론은 가산 모형을 갖는다. 이는 집합론 내에는 비가산 집합의 존재를 상정하는 진술들도 있는데 이들까지 가산 모형 내에서 참이 된다는 점에서 다소 비직관적으로 다가올 수 있다. 특히 폴 코언이 연속체 가설을 증명하는 과정에서는, 모델 내에서는 비가산으로 보이고 모델 바깥에서는 가산으로 보이는 집합의 개념이 사용되었다.
ZFC 및 관련 집합론의 상대적 무모순성에 관한 문제에 따른 현대 집합론의 가장 큰 의논은 구성 가능성 공리, 큰 기수 공리 등 새로운 공리들로 대표되며, 이러한 연구에 있어서 모형 이론은 핵심적이다.

## 같이 보기
- 구조 (논리학)
- 뢰벤하임-스콜렘 정리
- 콤팩트성 정리
- 기본 매장
- 증명 이론

## 참고 문헌
- Marker, David (2002). 《Model theory: an introduction》. Graduate Texts in Mathematics (영어) 217. Springer. doi:10.1007/b98860. ISBN 978-0-387-98760-6. ISSN 0072-5285. Zbl 1003.03034.
- Poizat, Bruno (2000). 《A course in model theory: an introduction to contemporary mathematical logic》. Universitext (영어). Moses Klein 역. Springer. doi:10.1007/978-1-4419-8622-1. ISBN 978-1-4612-6446-0. ISSN 0172-5939. Zbl 0951.03002.
- Marker, David (2000). 〈An introduction to model theory〉.   Deirdre Haskell, Anand Pillay, Charles Steinhorn. 《Model theory, algebra, and geometry》. Mathematical Sciences Research Institute Publications (영어) 39. Cambridge University Press. 15–35쪽. Zbl 0961.03027. 2014년 11월 21일에 원본 문서 (PDF)에서 보존된 문서. 2014년 11월 23일에 확인함.